# Hisor
Hisor, también Gisor o Gissar, es una ciudad de Tayikistán, capital del distrito de Gisor, uno de los distritos de la región bajo subordinación republicana. 
Se encuentra a una altitud de 799-824 m, rodeado de altas montañas (la cordillera Gissar, al norte, Babatag y Aktau, que se extienden hacia el sur). El río Khanaka, un afluente del río Kofarnihon, atraviesa la ciudad. A partir de 2002, tenía una población de 22.961, compuesta por el 81,6% de los tayikos, el 12,3% de los uzbekos, el 3,6% de los rusos y el 2,5% de los demás. Una vez fue un kanato independiente, y luego la residencia de invierno del gobernador de Bujará oriental. Se dice que el gran fuerte data de la época de Ciro el Grande y que ha sido capturado veintiuna veces.
- Datos: Q655771
- Multimedia: Hisor / Q655771